# Соня Адлер
Софія «Соня» Адлер (уроджена Оберландер; (1862  — 1886 ), також відома під своїм раннім сценічним ім'ям Соня Міхельсон — українська акторка, яка була однією з перших жінок, які виступали в театрі на їдиш в імперській Росії. Пізніше стала першою дружиною актора Якоба Адлера, з яким переїхала до Лондона в 1883 році, після того, як театр на їдиш був заборонений в Російській імперії.

## Життєпис
Єврейка, народилася в Одесі на території сучасної України в 1859 році. Софія Оберландер походила з благородної родини, яка бере свій початок в Курляндії (нині Латвія). Якоб Адлер у своїх мемуарах зауважує, що на момент знайомства з нею вона була студенткою Одеського університету, яка, як і він, розмовляла їдиш та російською мовами, але також говорила набагато краще ніж він німецькою, а також відмінно французькою. Він додає, що «як і всі найкращі молоді люди того часу» вона була нігілісткою, «серйозною молодою студенткою і революціонеркою», і що її (та її родини) пристрасть до театру, а також їхнє бачення того, чим може стати театр на їдиш, утримав його в професії протягом важких перших років його кар'єри актора.
Її дебют як професійної актриси відбувся 1878 року в Одесі у головній партії темно-комічної оперети Абрама Гольдфадена «Козак Брейнделе» у трупі Ізраїля Розенберга, першої театральної трупи на їдиш в імперській Росії. Спершу її сценічним партнером був Яків Співаковський, але вона робила все, щоб роль отримав Яків Адлер, з яким вона вже була близькою. Наступні кілька років театральних гастролей мали свої злети і падіння; спочатку так само склалися її стосунки з Адлером, проте насамкінець вони одружилися в Полтаві в 1880 році. Для більш детальної інформації про цю трупу та її подорожі див. Ізраїль Розенберг.
Вбивство царя Олександра II у лютому 1881 року стало катастрофічним для євреїв Росії, для театру на їдиш і для Адлерів. На той час Адлери перебували в трупі Гольдфадена і очікували незабаром зіграти в Санкт-Петербурзі. Жалоба по цареві означала, що вистав у столиці не буде; крім того, політичний клімат Росії різко обернувся проти євреїв. Трупа Гольдфадена на деякий час рушила — до Мінська, до Бобруйська, де вони грали переважно російських солдатів, і до Вітебська, де Яків і вагітна Соня мусили судитися з Гольдфаденом за плату; вони знову приєдналися до Розенберга, граючи в наметовому театрі в Ніжині на Чернігівщині. Однак незабаром їхні долі виявились ще гіршими: по імперії мандрували провокатори, влаштовуючи погроми, один із яких невдовзі прокотився по Ніжину. Трупі вдалося уникнути шкоди, частково переконавши бунтівників у тому, що вони французька театральна трупа, а частково — розумно використавши гроші, які Адлер виграв у суді від Гольдфадена.
Після ще кількох місяців продовження виступів у Лодзі та Житомирі Соня повернулася до батьківського дому в Одесу, щоб народити дочку Рівку (Ребекку), яка згодом померла в Лондоні у 3-річному віці.
Сама Соня Адлер померла в Лондоні від інфекції, на яку захворіла під час народження своєї другої дитини, Абрама («Абе») Адлера, у 1886 році на 28-у році життя.